# کلاته خان (زاوه)
کلاته خان روستایی در دهستان سلیمان بخش سلیمان شهرستان زاوه استان خراسان رضوی ایران است. بر پایه سرشماری عمومی نفوس و مسکن در سال ۱۳۹۰ جمعیت این روستا ۲۹۳ نفر (در ۷۰ خانوار) بوده‌است.این روستا در فاصله ۳۰ کیلومتری از مرکز شهرستان دولت‌آباد (زاوه) واقع شده‌است.